# Harpacticus boehleri
Harpacticus boehleri is een eenoogkreeftjessoort uit de familie van de Harpacticidae. De wetenschappelijke naam van de soort is voor het eerst geldig gepubliceerd in 1916 door Pesta.